# Торлино (Удмуртия)
Торлино — деревня в Балезинском районе Удмуртии. Входит в состав Эркешевского сельского поселения.

## География
Деревня расположена на северо-востоке республики на расстоянии примерно в 18 километрах по прямой к северо-востоку от районного центра Балезина.
Часовой пояс
Деревня Торлино как и вся Удмуртия, находится в часовой зоне МСК+1. Смещение применяемого времени относительно UTC составляет +4:00.

## Население
| 2010 | 2012 | 2014 |
| ---- | ---- | ---- |
| 0    | →0   | →0   |

Национальный состав
Согласно результатам переписи 2002 года, население отсутствовало.